# Colias gigantea
Colias gigantea är en fjärilsart som beskrevs av John Kern Strecker 1900. Colias gigantea ingår i släktet Colias och familjen vitfjärilar. Inga underarter finns listade i Catalogue of Life.